# نيتسانيم

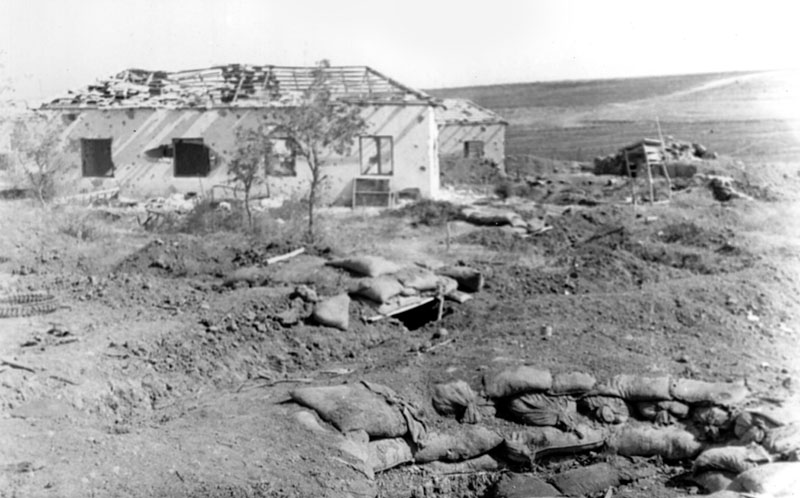
منازل نيتسانيم المدمرة في حرب 1948.

نيتسانيم ((بالعبرية: נִצָּנִים)، حرفيًا: براعم الزهور) هو كيبوتس في جنوب إسرائيل يقع بين عسقلان وأسدود على الكثبان الرملية في نيتسانيم، وهو يقع ضمن اختصاص مجلس مجلس شاطيء عسقلان الإقليمي، وبلغ تعداد سكانه في عام 2019 حوالي 421.

## التاريخ
تم تأسيس نيتسانيم على قطعة أرض مساحتها 400 فدان تم شراؤها بواسطة الصندوق القومي اليهودي عام 1942. على أساس كان مبنى كبير أصبح يعرف باسم «القصر» وامتدت البلدة على أراضي حمامة العربية بعد العام 1948. كان أول السكان من المهاجرين الجدد وبعضهم من الناجين من الهولوكوست.
قصف الجيش المصري الكيبوتس وسيطر عليه خلال حرب 1948 في معركة نيتسانيم، قُتل 37 شخصًا من بين 141 عضوًا في نيتسانيم، أُسر الكثير منهم. بعد الحرب تم نقل الكيبوتس 4 كيلومترات إلى الجنوب من الموقع الأصلي، على أرض قرية حمامة الفلسطينية المهجرة.
أصبح الموقع الأصلي للكيبوتس قرية نيتسانيم للشباب عام 1949. بعد إغلاق قرية الشباب في عام 1990 ، تم تأسيس مستوطنة نيتسان المجتمعية هناك، كما يحيط بـ نيتسانيم محمية طبيعية.

## وصلات خارجية
- الموقع الرسمي